# Jubula lettii
La lechuza melenuda o búho de crin (Jubula lettii) es una especie de ave strigiforme de la familia Strigidae. Es el único miembro del género Jubula. No se conocen subespecies.

## Distribución
El búho de crin se puede encontrar en Liberia, Costa de Marfil, Ghana, Camerún, Guinea Ecuatorial, Gabón, República del Congo y la República Democrática del Congo.